# Rose (canción)
«Rose» es el primer sencillo de Anna Tsuchiya bajo el seudónimo de ANNA inspi' NANA (BLACK STONES), lanzado al mercado el 28 de junio del año 2006 bajo el sello MAD PRAY RECORDS.

## Información
Realmente es el primer sencillo de la cantante Anna Tsuchiya, pero el primero de ésta tomando el papel inspirado en Nana, personaje ficticio interno en la serie de manga del mismo nombre creada por Ai Yazawa. Junto con la cantante OLIVIA se lanzó este proyecto de las artistas tomando los papeles sólo musicalmente de los personajes Nana y Reira al interior de la serie antes mencionada, en esta ocasión para la serie de anime que se estrenó dentro del tiempo del lanzamiento de este sencillo, donde la canción "rose" fue el tema opening. Lo referente a BLACK STONES es a que ese es el nombre de la banda ficticia donde Nana es la líder dentro de la serie de manga y anime. El tema "Lovin' you" fue la canción imagen de la versión japonesa de la película Silent Hill, y "Ah Ah" era el tema principal tanto del primer álbum de Anna como de su álbum de remixes, y no fue incluida en el álbum Strip Me?.
Este sencillo se convirtió en el primero de la carrera de Anna en convertirse en un éxito, debutando dentro de los primeros lugares de las listas de Oricon y teniendo ventas bastante buenas. go to myspace.com now!

## Canciones
1. «Rose»
2. «Lovin' you»
3. «Ah Ah»